# Noelia Rocío Correa
Noelia Rocío Correa (n. 7 de enero de 1982) se desempeña como secretaria general del Partido de Malvinas Argentinas y cuenta con una extensa trayectoria política, al punto que fue, de manera interina, la primera mujer en convertirse en intendenta del distrito entre 2021 y 2023.
Acompaña a Leo Nardini desde sus inicios como intendente en 2015 y fue candidata a primera concejal en las elecciones de 2019, donde resultó ser la lista más votada del Conurbano, con un histórico porcentual de 68,13%. En el 2023, Leo y Noe volvieron a conseguir el mismo logro, la lista más votada con el 60%.
En su recorrido, que incluye haber sido directora general de Gestión y Política Local y secretaria de Servicios, Noe Correa destaca el rol político del actual vicepresidente primero del Senado bonaerense, Luis Omar Vivona. “Es nuestro conductor, nuestro mentor y nos enseñó a no bajar los brazos”, reconoce sobre el dirigente al que acompaña desde su cargo como concejal, hace más de 20 años.